# Karol Holeksa

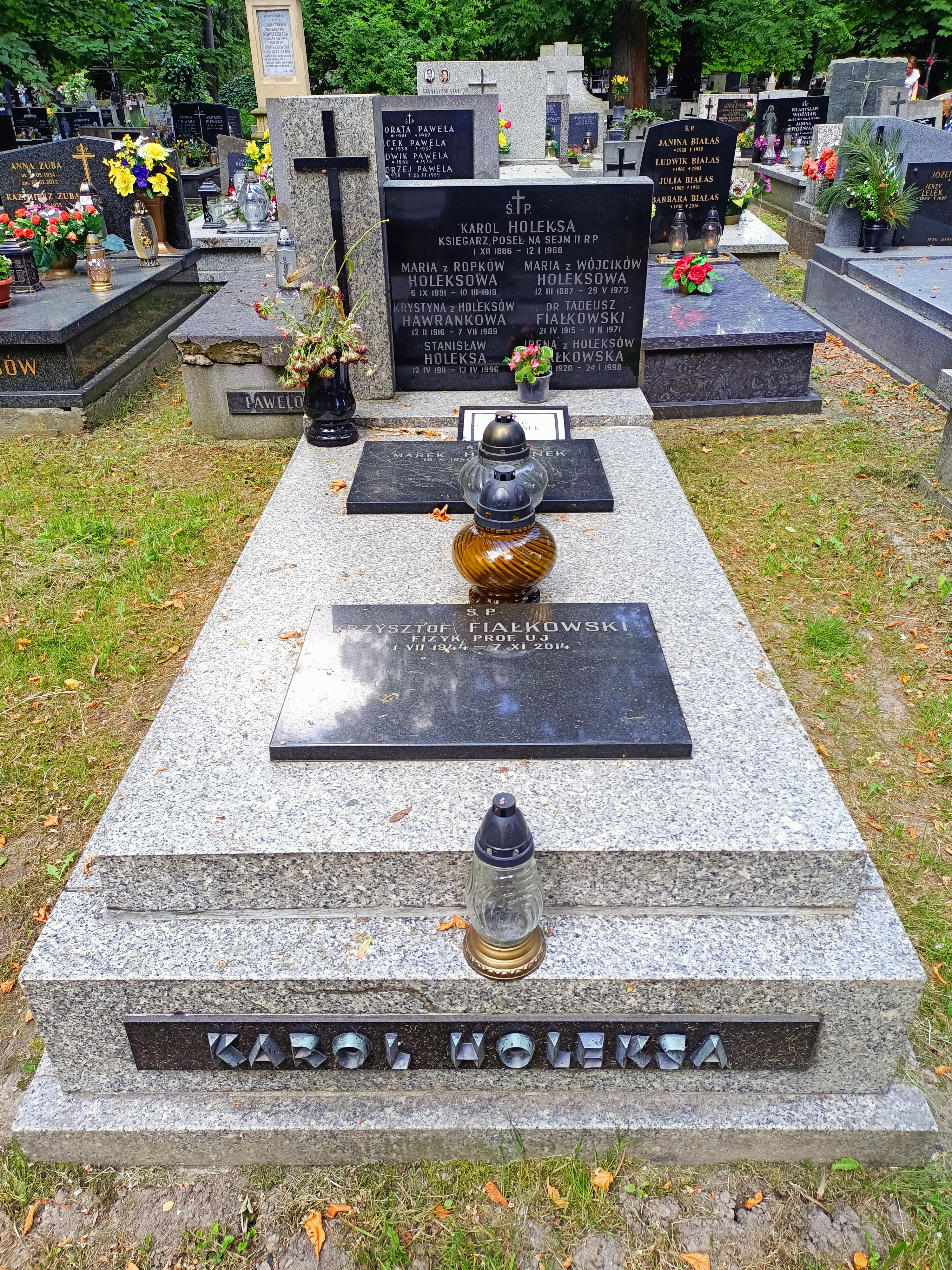
Grób Karola Holeksy na Cmentarzu Rakowickim w Kwakowie

Karol Holeksa (ur. 1 grudnia 1886 w Brennej, zm. 12 stycznia 1968 w Krakowie) – polski polityk chadecki okresu II RP, poseł na Sejm I kadencji.

## Życiorys
Pochodził z katolickiej rodziny rolniczo-rzemieślniczej ze Śląska Cieszyńskiego. W latach 1893–1900 uczył się w szkole ludowej w Brennej. Od 1901 był robotnikiem w Bielsku, od 1906 praktykował w Spółce Wydawniczej "Postęp" w Krakowie. W tym samym mieście studiował filozofię i prawo na UJ jako wolny słuchacz.
Już w bardzo młodym wieku stał się jednym z przywódców chrześcijańskiego ruchu robotniczego na Śląsku, a potem w Galicji. Był też cenionym dziennikarzem. Jego artykuł zamieszczony w 1907 roku w „Ruchu Chrześcijańsko-Społecznym” stanowił nie tylko analizę osiągnięć i trudności tego ruchu, ale i formułował program na przyszłość. W 1909 został redaktorem odpowiedzialnym „Myśli Robotniczej”, a wkrótce potem sekretarzem generalnym Polskiego Związku Zawodowego Chrześcijańskich Robotników. W 1910 wybrano go na I wiceprezesa tego związku, a po dwóch latach na prezesa.
W niepodległej Polsce Karol Holeksa został wybrany już w 1918 do Rady Miasta Krakowa. W 1919 Karol Holeksa otwierał w Krakowie zjazd, na którym powołano Polskie Stronnictwo Chrześcijańskiej Demokracji. W 1920 dokonano połączenia tego stronnictwa z Chrześcijańsko Narodowym Stronnictwem Robotników, tworząc Polskie Stronnictwo Chrześcijańskiej Demokracji. 
W latach 1922–1927 sprawował mandat posła na sejm I kadencji wybranego z listy chadeckiej w okręgu 43 Wadowice–Biała–Myślenice–Żywiec-Nowy Targ–Spisz–Orawa. Wybrano go wiceprezesem klubu poselskiego. Był członkiem klubu Chrześcijańsko-Narodowego Stronnictwa Pracy. 
Wystąpił w imieniu klubu na pierwszym posiedzeniu po zamachu majowym. Po wyrażeniu hołdu „pamięci tych, którzy polegli w obronie świętości przysięgi i praworządności” powiedział: „Dalecy jesteśmy od tego, aby tę trybunę zamienić na sąd, a Wysoką Izbę powoływać na sędziów tragicznych wypadków majowych. (...) Stwierdzić jednak musimy, że wypadki te wstrząsnęły podstawami prawa i ładu Rzeczypospolitej (...). Spoistość armii została naruszona, dyscyplina zachwiana, powaga przysięgi złamana.” 
Od 1928 do 1930 był zastępcą posła na Sejm z tej samej listy.
W 1928 został wybrany wiceprezesem Zarządu Głównego i prezesem Rady Dzielnicowej Małopolski Zachodniej. Po roku 1930 poświęcił się głównie działalności dziennikarskiej w spółce wydawniczej „Głos Narodu”, z którą związany był już od 1908 (a od 1918 był jej zawiadowcą). Od 1924 roku był też dyrektorem „Księgarni Krakowskiej”. Księgarnia ta, zlokalizowana na rogu ulic św. Krzyża i św. Tomasza, dla wielu pokoleń krakowian stała się źródłem literatury społecznej i filozoficznej, zwłaszcza katolickiej.
W październiku 1939 Karol Holeksa został aresztowany przez Niemców jako zakładnik. Zwolniony po sześciu tygodniach wziął udział w konspiracyjnej działalności politycznej, reprezentując wraz ze Stanisławem Rymarem Stronnictwo Pracy (kontynuujące tradycje Chrześcijańskiej Demokracji) w tzw. Komisji Porozumiewawczej Stronnictw Politycznych.
Po wojnie księgarnia stała się jedynym miejscem pracy Karola Holeksy.